# ژان-پل شیفله
ژان-پل شیفله (به فرانسوی: Jean-Paul Chifflet) (زاده ۱۹۴۹) کارآفرین، بانکدار و مدیر ارشد اجرایی فرانسوی است، که در حال حاضر به‌عنوان مدیر عامل اجرایی بانک کردی اگریکول فعالیت می‌نماید. کردی اگریکول بزرگترین ارائه‌دهنده خدمات بانکداری خرد در فرانسه و دومین در اروپا است.